# 송요찬
송요찬(宋堯讚, 1918년 2월 13일~1980년 10월 18일)은 대한민국의 군인, 정치인이다. 육군 중장으로 예편하였으며, 제13대 국방부 장관·제8대 외무부 장관 등을 지냈다.
일제강점기 말 하사관으로 복무하다가, 해방 후 국군 창설에 참여하였다. 한국 전쟁 당시 대한민국 국군 주요 지휘관의 한 사람이다. 1948년 제주 4·3 사건에 진압군 지휘관 중 한 사람으로 참여하였고, 1960년 4·19 혁명 당시 계엄사령관으로 임명되어 진압에 나섰으나, 동료 장군 최경록의 만류로 발포를 금지하였다. 5·16 군사 정변을 지지하고 이후 내각에 입각하기도 하였으나, 1963년 박정희에 반대하여 제5대 대통령 선거에 출마하기도 했다.

## 생애

### 생애 초기
1918년 2월 13일 충청남도 청양군 화성면 매산리에서 송영달과 이씨 부인의 2남 6녀 중 둘째 아들로 태어났다. 유년 시절에는 서당에 다니며 천자문과 동몽선습을 익혔다.
아버지 송영달은 그를 농부로 살게 할 계획이었으나 어머니 이씨는 남편의 뜻을 반대하고 아들을 화성공립보통학교에 입학했다. 1927년 3월 보통학교 4학년 재학 중 아버지 송영달이 죽어 집안 가세가 어려워졌다. 1929년 6학년이 되어 상급학교 진학을 단념하고 취직하려 하였으나 어머니 이씨의 만류로 인하여 봉산중학교로 진학, 봉산중학교 전퇴를 거쳐 대전중학교 전입하였으며 대전중학교를 졸업하였다.
대전중학교를 졸업한 후 금강산의 암자로 들어가 2년간 공부하였으나 중도 포기하고 고향으로 되돌아왔다.

### 일제 강점기 활동
중일전쟁 당시 일본군 지원병 출신으로 육군 상사까지 진급했다. 1939년 4월 육군 지원병에 자원하여 5월에 육군 자원자훈련소에서 신병교육을 받고 일본군이 되었다. 1939년 12월 일등병이 되고 1940년말 나카무라 사다오로 창씨개명하였다.
지원병훈련소를 마친 뒤 그는 육군 지원병훈련소의 조교로 4년간 근무하였다. 그는 제대하지 않고 부사관이 되어 지원병훈련소의 군조로 승진했다. 1944년 용산에 주둔중이던 조선군사령부 산하 조선군제23연대에 배속되었다가 1945년 1월 오장으로 승진, 제23연대 훈련장교 보좌관으로 배속되었다.

### 군인 생활

#### 국방경비대 활동
1945년 8월 부사관 상사로 광복을 맞이하였으며 광복직후 군인의 길을 걷기로 결심하고 지원병 제4기 출신인 최경록을 찾아가 의논한 후, 군사영어학교에 입교했다. 1946년 2월 군사영어학교 제1기로 졸업한 뒤 그 해 5월 1일 육군소위로 임관했다. 그는 군내의 일본군 출신 인맥이었는데, 학병동맹, 광복군, 중국군, 만주파(만주군 인맥) 등을 부정적으로 봤다. 소위 임관 직후 바로 부산 국방경비대 제5연대 A중대의 소대장으로 부임하였다. 그는 스스로 독학으로 영어를 배워 미군정 고문관들과 대화가 가능하게 되었다.
이후 제5연대의 소대장을 거쳐 1947년 2월 육군 중위로 진급, 제8연대 중대장에 임명되었다가 바로 제5연대 중대장이 되었다가 강릉 파견중대장이 되어 중대병력 2백명을 지휘하고 강원도 강릉에 주둔하며 대구사태 관련자 및 잔당, 무장공비 진압 및 민심수습, 치안유지에 주력했다. 1947년 3월 빨리 육군대위로 진급하였다. 강릉파견중대가 대대로 승격되면서 제8연대 제3대대가 되고, 그는 1948년 2월 육군 소령으로 승진했다.
국방경비대 강릉대대장 재직 중 연대참모로부터 석두라는 질책을 들었는데, 이는 계속 그를 따라다니며 별명으로 굳어졌다.

#### 대한민국 창군 활동
대한민국 국군이 발족되자 국방경비대에서 국군으로 전환한다.
강릉대대장으로 1948년 6월까지 3·8선 주변 지역 전선 방어를 맡았다. 이후 경기도 시흥군에 주둔중인 보병학교 학생연대장을 거쳐 제8연대 대대장으로 보임되었다가 1948년 7월 제주에서 재편된 제9연대의 연대장(소령)이 되었다. 9연대장 당시 제주도에서 발생한 '4.3 사건'의 진압에 참여했으며, 제주도 부임 시 제11연대 부연대장이 되었다. 이 과정에서 무고한 양민을 학살하였다. 4.3 사건 진압후에는 지리산 등에서 활동하고 있던 남로당 파르티잔들의 추적과 토벌에 가담하였다.
1948년 7월 경기도 수색에 주둔 중인 대한민국 육군보병학교 교장으로 부임하고 1949년 1월 육군 중령으로 진급, 다시 4·3 사태 진압작전에 참가하고 오대산 파르티잔 공비토벌작전에 참여하고, 6월 국군 제1연대장에 임명되고, 오대산지구 파르티잔 공비 1천명을 사살하고 파르티잔을 소탕하였다.

#### 한국 전쟁 이후
1950년 4월 16일 헌병대 사령관에 특별 임명되었다. 6월 헌병대사령관 재직 중 한국 전쟁을 만났고 6월 27일 서울 한국은행에 있던 지금(地金)을 반출하는데 성공하였다. 한국 전쟁 초반 후방지역의 낙오병을 관리하는 임무를 같이 수행하다가, 8월 10일 대구지구 방위사령관직을 겸직하였다. 9월 1일 수도사단장으로 전출되었고, 북한 민족보위상 최용건이 이끄는 인민군과 곤계봉에서 만나 9월 7일부터 7회의 교전 끝에 승리하였다.
9월 20일 준장 진급하였으며 9월 27일 수도경비 사단장이 되었다. 그 뒤 원산, 함흥, 청진을 폭격하여 함락시키는 공을 세우고 1952년 7월 12일부로 남부지구 경비사령관으로 부임하였다. 1952년 12월 미국 대통령 아이젠하워가 한국을 방문하자 그의 사열을 주관하였으며, 제8보병사단 부사단장을 거쳐 제8보병사단장으로 재직 중 1953년 7월 미국 유학, 미국 지휘참모대학을 수료하였다. 1954년 8월 귀국하고, 그해 10월 육군 중장으로 승진했으며, 그 뒤 다시 제8사단장, 제3군단장, 1956년 7월 다시 미국으로 건너가 1개월간 현지 시찰을 하고 8월 귀국하였다.
중장으로 승진하고 1956년 8월 국방대학원에 입교하여 57년 5월까지 수료하였다. 1957년 5월 제1야전군사령관 등을 거쳐 1959년 8월 육군 참모총장으로 임명되었다.

#### 4·19 전후
육군 참모총장 재직 중 한국군 10만 감군, 정군에 대응하여 감군, 정군으로 예편된 군인들의 처우 개선 및 군인연금제도의 신설을 이승만에게 요구하여 성사시켰다. 또한 1960년 3월 서울지역 계엄사령관을 지냈으며, 3·15 부정 선거에 항의한 학생시위대의 시위가 4·19혁명으로 확대되자 1960년 4월 20일 대통령 이승만의 호출로 경무대를 방문하여 사태수습을 계획하였다.
4·19혁명 진행 중 계엄사령관으로 임명, 서울에서 3.15 부정선거에 항의하는 학생시위대를 만나 발포를 하려다가 최경록의 만류로 발포금지명령을 내렸다. 이후 군의 중립 의사를 언론에 밝히고 진압에 소극적으로 임하였으며, 유혈사태 방지 및 치안 유지, 혼란 수습 등에 치중하였다.
1960년 5월 육군 참모총장직을 사퇴하고 미국으로 유학하여 1년간 수학하였다. 1961년 5월 워싱턴 D.C 방문 당시에 5·16 군사 정변 소식을 접하였다.

### 5·16 군사 정변 이후
그 뒤 1961년 5·16군사정변 직후 국가재건최고회의 국방위원장, 외무부장관을 거쳐 7월 3일 내각수석 장관에 임명되었고 1년동안 수석장관으로 있었다.  이 시기에 제1차 경제개발계획의 수정에 참여하였다. 1962년 3월 겸 경제기획원 원장에 임명되었다. 1962년 증권파동이 발생하자 국가재건최고회의와 갈등하다가 1962년 6월 10일 통화개혁에 반대하여 6월 17일 내각수석 장관직과 경제기획원 장관직을 사퇴하고 정당 창당운동에 참여했다. 내각수석 장관 겸 경제기획원장을 사퇴하면서 군정에 혁명공약 중 사태수습 뒤 정권을 민간 정치인에게 이양하고 군대로 복귀하겠다는 조항을 이양하라고 촉구하였다가, 김현철의 비난을 듣고 싸우기도 하였다.
1963년 8월 신장염으로 일시적으로 병원에 입원하였고, 8월 8일 동아일보에 "군인은 국방에만 전념하고 박정희 의장은 물러서는게 애국이다"는 내용으로 박정희의 대통령출마를 반대, 사퇴를 촉구하는 박정희 국가재건최고회의 의장에게 보내는 공개장을 발표하였으며 8월 11일 낮 11시 30분 신당동 자택에서 가족과 함께 있다가 중앙정보부 요원에 의하여 살인과 살인교사 혐의로 연행되어 구속되었다. 8월 11일 아침 중앙정보부가 신청하여 서울형사지방법원 원종백 판사가 발부한 구속영장에 의하면 '1. 한국전쟁이 일어나던 해인 1950년 10월 5일 당시 수도사단장이던 송요찬 대령이 부하인 제17연대 2대대장 조영구 중령을 명령불복종으로 헌병에게 지시하여  경주시 불국사 남쪽 2km 지점에서 총살케했다.(조영구 가족이 진정서를 제출하여 재수사 요청하여 재수사 착수) 2. 송요찬이 육군참모총장으로 있던 4.19 당시 경무대 어귀와 이기붕 집 앞 데모대에게 발포 지시를 했다(전혀 확인되지 않았고 4.19 직후 혁명재판에서 입건도 안된 사건)'를 이유로 구속영장이 발부되어 마포교도소에 구속되었다.
그 뒤 12월에 실시되는 제5대 대통령 선거에 자유민주당 후보로 출마하였으나, 1963년 10월 7일에 태윤기 변호사를 통해 "야당 단일 후보의 실현을 위해 사퇴한다"고 말하면서 대통령후보직 사퇴를 선언했다. 서울지방검찰청 유태선 검사가 "사단장으로서 경주지구 전투를 지휘했던 1950년 9월 15일 당시는 아군이 고전하는 급박한 상황에서 지휘관으로서 군을 위해 독전중이던 때여서 즉결처분된 그의 예하 대대장 조영구 중령에 대한 살의 등을 밝히기 어렵고 설령 혐의를 확인한다고 하더라도 전공을 감안해서 정상을 참작한다"고 하면서  공소취하 신청을 하여 서울형사지방법원 문영극 판사가 1964년 5월 26일에 공소기각 결정을 하였다.
인천제철사 사장 등을 지내기도 했다. 1966년 역대 야당정치인들의 신변잡기를 기술한 《사실의 전부를 기술한다》 인터뷰에 참여하기도 했다.

### 최후
1980년 국정자문위원회 위원에 위촉되었다.
서울 신당동에 거주하다가 만년에는 경기도 안성군 공도면 만정리 119번지로 이주했다. 인천제철 사장으로 있다가 신장병 병세가 악화된 그는 1980년 8월 20일 미국으로 건너가 시카고에 있는 로욜라 대학병원에 입원 진료를 받았으나 3일만에 혼수상태에 빠졌다.
이후 병실에 있다가 1980년에 10월 18일에 시카고 로욜라 대학병원 병실에서 신장병으로 사망했다. 사망 당시 62세였다.

## 사후
1980년 10월 25일 육군본부 강당에서 육군장으로 영결식을 진행한 뒤 충청남도 청양군 화성면 광평리 산 아버지 송영달 묘소 아래에 안장되었다.

## 상훈 경력
- 을지무공훈장 2회
- 태극무공훈장 2회
- 1950년 10월 미국 동성포장
- 미국 은성훈장
- 1953년 5월 태극무성훈장
- 1980년 10월 25일 국민훈장 무궁화장

## 가족 관계
- 아버지: 송영달
- 어머니: 이씨
- 부인: 권영각(權寧珏, 1927년~)

## 학력
- 청양군 화성공립보통학교 졸업
- 충청남도 대전고등보통학교 졸업
- 군사영어학교 1기
- 통위부 보병학교 졸업
- 미국 육군참모대학교 졸업
- 국방대학교 행정학사
- 미국 조지 워싱턴 대학교 대학원 정치학 석사

## 기타
- 일본군 부사관 육군상사로 재직중 해방을 맞이하였다.
- 1946년 5월 1일, 군사영어학교 제1기생으로서 임관.
- 1948년 6월 21일, 제11연대 부연대장으로 임명되어 제주 4.3사건의 진압에 참여하였다. 당시 계급은 소령이었다. 사건의 희생자 중 대다수가 그의 재직 기간에 발생하였다.
- 1948년 7월 15일, 부활된 제9연대 연대장으로 임명되었다. 중산간지대를 통행하는 자는 폭도배로 간주하여 총살하겠다는 포고문을 발표하였고, 중산간마을에 대대적 진압작전이 벌였다. 진압 군경은 가족 중에 한 명이라도 없는 경우에 도피자 가족으로 분류하여 부모와 형제자매를 대신 죽이는 이른바 '대살(代殺)'을 자행하기도 하였으며, 재판절차도 없이 주민들이 집단으로 사살되기도 하였다.[8]
- "석두(石頭)장군"이라는 별명으로 유명하다.[깨진 링크(과거 내용 찾기)]
- 5·16 군사 정변에는 지지하였고 군사혁명이라 하면서도, 우리 나라의 민주주의 제도를 역행하면서까지 일어난 것이라고 규정하였다.

## 같이 보기
| - 한국 전쟁 - 4·3 사건 - 3·15 부정선거 - 4·19 혁명 - 5·16 군사 정변 - 최경록 - 박정희 - 백선엽 - 윤보선 - 이승만 - 장면 - 장도영 | - 김종필 - 정일형 - 최기일 - 이종찬 - 김홍일 - 김학규 - 김신 - 여운홍 - 윤치영 - 유원식 - 이범석 |

## 참고 문헌
- 강준만, 《한국현대사산책》〈1940년대편 2권〉(인물과사상사, 2004) 109쪽.
- 강준만, 《한국현대사산책》〈1960년대편 1권〉(인물과사상사, 2004)
- 김찬흡, 《20세기 제주인명사전》 (제주문화원, 2000)